# Pietro 2. Orseolo
Pietro 2. Orseolo var doge i Venedig fra 991 til 1009.
Han indledte perioden med ekspansion af Venedig mod øst, som varede i det meste af 500 år. Han sikrede sin indflydelse i de romaniserede dalmatiske bebyggelser fra kroaterne og narentanerne, befriede Venedig fra en 50 år gammel skat til de sidstnævnte og indledte udvidelsen af Venedig ved at erobre Lastovo og Korčula samt ved erhvervelsen af Dubrovnik.

## Regeringsperiode

### Forholdet til Byzans
I 992 afsluttede Pietro 2. Orseolo en traktat med den byzantinske kejser Basil II om at transportere tropper til gengæld for handelsprivilegier i Konstantinopel.
Efter gentagne klager var de dalmatiske bystater i 997 angreb den venetianske flåde under Orseolo de neretvianske pirater i 998. Pietro antog herefter titlen Dux Dalmatianorum (hertug af dalmatinerne), og knyttede den til sin søn Giovanni Orseolo.

### Brændte jords politik
Den 9. maj 1000 besluttede doge Pietro 2. endegyldigt at pacificere kroaterne og narentanerne under den sidste af de kroatisk-bulgarske krige, og beskyttede de venetianske handelskolonier og de romaniserede dalmatinere. Hans flåde på 6 skibe afbrændte uden vanskelighed hele den østlige adriaterhavskyst, og kun neretvianerne gjorde modstand. Efter at neretvianerne havde stjålet varer og taget 40 handelsmænd fra Zadar til fange, sendte dogen 10 skibe afsted og fangede neretvianerne nær øen Kača. Han fangede dem alle og bragte dem i triumf til Split. Der bad neretvianske udsendinge om at få fangerne løsladt. Pietro 2. accepterede hvis den neretvianske Archont ville knæle ned for ham. Desuden skulle neretvianerne afstå fra den føromtalte skat, som Venedig havde betalt siden 948 samt sikre fri passage for venetianske skibe i Adriaterhavet. 
Pietro 2. løslod alle fanger bortset fra 6 narentanere, som han beholdt som gidsler. Det narentanske fastland blev således pacificeret mens indbyggerne på Korčula besluttede at føre krig mod Orseolo. De blev til sidst også besejret. Lastovo fortsatte imidlertid med at modstå venetianske indfald. Øen var berygtet for at være et fristed for sørøvere. I forsøget på at kvæle al yderligere modstand beordrede Pietro evakuering af byen på øen. Trods fortsat modstand lykkedes det til sidst Pietro 2. at nedbrænde byen til grunden.
Samtidig med at Pietro 2. undertvang Lastovo flygtede den kroatiske konge Svetoslav Suronja til Venedig efter at hans styrker var blevet besejret med bulgarsk hjælp. For at afstive hans svækkede stilling giftede kong Stephan 1. af Kroatien sig med Pietro 2. Orseolo's datter, Joscella (Hicela) Orseolo. Deres søn Peter Krešimir 4. blev konge af Kroatien i 1059. 
Ottone Orseolo efterfulgte sin far, Pietro II, som doge i Venedig frem til 1026, mens hans sønnesøn Peter regerede som konge af Ungarn.

## Hæder
Hans største sejr blev Festa della Sensa, der er den ældste festival i Venedig. Den blev midnet af dogen og biksoppen af Olivolo under Lido, hvor vandet blev viet for at give den venetianske flåde held.